# Витери, Мария Эльза
Мария Эльза Витери (исп. María Elsa Viteri Acaiturri, 25 февраля 1965, Гуаякиль — 18 ноября 2021, Гуаякиль) — эквадорский экономист и политик.
При президенте Рафаэле Корреа она занимала пост министра финансов с 2008 по 2010 год.
При президенте Ленине Морено она коротное время (6 марта 2018 — 14 мая 2018) занимала пост министра экономики и финансов.
Витери умерла от рака 18 ноября 2021 года.